# Sainte-Adresse
Sainte-Adresse ist eine französische Gemeinde mit 7015 Einwohnern (Stand 1. Januar 2022) im Département Seine-Maritime in der Region Normandie. Sainte-Adresse ist die westlichste Gemeinde des Départements. Sie liegt nordwestlich von Le Havre unmittelbar am Ärmelkanal. Die Einwohner werden Dionysiens und Dionysiennes genannt.

## Geschichte
Archäologische Funde von steinzeitlichen Feuersteinen belegen eine frühe Besiedlung des Gebietes um Sainte-Adresse.
An der Stelle der heutigen Gemeinde befand sich ursprünglich das Fischerdorf Saint-Denis Chef de Caux, das durch eine Flut im Jahr 1370 zerstört wurde. Nach diesem Ort leitet sich auch die Bezeichnung für die Einwohner, Dionysiens, ab. Der heutige Ortsname geht vermutlich auf ein seit 1360 auf den Felsplateau oberhalb des Ortes befindliches Leuchtfeuer zurück, das den Schiffen die Navigation in den Hafen von Le Havre erleichterte. Während des Hundertjährigen Krieges landete der englische König Heinrich V. mit seiner Flotte bei Sainte-Adresse. Die spätere Entwicklung von Sainte-Adresse war eng verknüpft mit dem Ausbau des nur 3 km entfernten Hafens von Le Havre. Zunächst siedelten sich im Ort Zuwanderer aus Spanien, dem Baskenland sowie aus der Gascogne an, die im Hafen von Le Havre Beschäftigung fanden.
Im 19. Jahrhundert wandelte sich Sainte-Adresse dann zu einem Villenvorort von Le Havre. Nach Anschluss Le Havres an das französische Eisenbahnnetz im Jahr 1847 und dem Bau der Straßenbahnlinie zwischen Le Havre und Sainte-Adresse in den 1870er Jahren entwickelte sich Sainte-Adresse zu einem beliebten Badeort. Eine der berühmtesten Feriengäste war die Schauspielerin Sarah Bernhardt, die sich 1879 eine Villa im Ort errichten ließ, um hier die Sommermonate zu verbringen. Ebenso kamen einige bedeutende Maler nach Sainte-Adresse und wählten den Ort und seine Umgebung als Motiv für ihre Bilder. Zu diesen Künstlern gehörten Jean-Baptiste Camille Corot, Alfred Stevens, Albert Marquet und Raoul Dufy. Eines der bekanntesten Gemälde, die in Sainte-Adresse entstanden, ist das Bild Die Terrasse von Sainte-Adresse von Claude Monet (1867).
Während des Ersten Weltkrieges war Sainte-Adresse von Oktober 1914 bis November 1918 Sitz der belgischen Exilregierung unter König Albert. Im Zweiten Weltkrieg errichteten die deutschen Besatzer zum Schutz des Hafens von Le Havre in der Umgebung von Sainte-Adresse zahlreiche Befestigungsanlagen als Teil des Atlantikwalls.
Die Eltern Charles de Gaulles sind in Sainte-Adresse begraben.

## Persönlichkeiten
- Jean Lemierre (* 1950), Ökonom und Bankier
- Maxime Leroux (1951–2010), Schauspieler
- Yavé Cahard (* 1957), Bahnradsportler
- Benoît Duteurtre (1960–2024), Musikkritiker und Schriftsteller
- Vincent Collet (* 1963), Basketballspieler
- Guillaume Pley (* 1985), Entertainer

## Sehenswürdigkeiten
- Manoir de Vitanval (Wohnhaus um 1420), seit 1986 in Teilen als Monument historique eingeschrieben
- Chapelle Notre-Dame-des-Flots (erbaut 1857)
- Villa Sarah Bernhardt (erbaut 1879)
- Leuchtturm „Phare de la Hève“ (1951 neu errichtet, an Stelle des Vorgängerbaus von 1775, der 1944 zerstört wurde), seit 2010 als Monument historique eingeschrieben

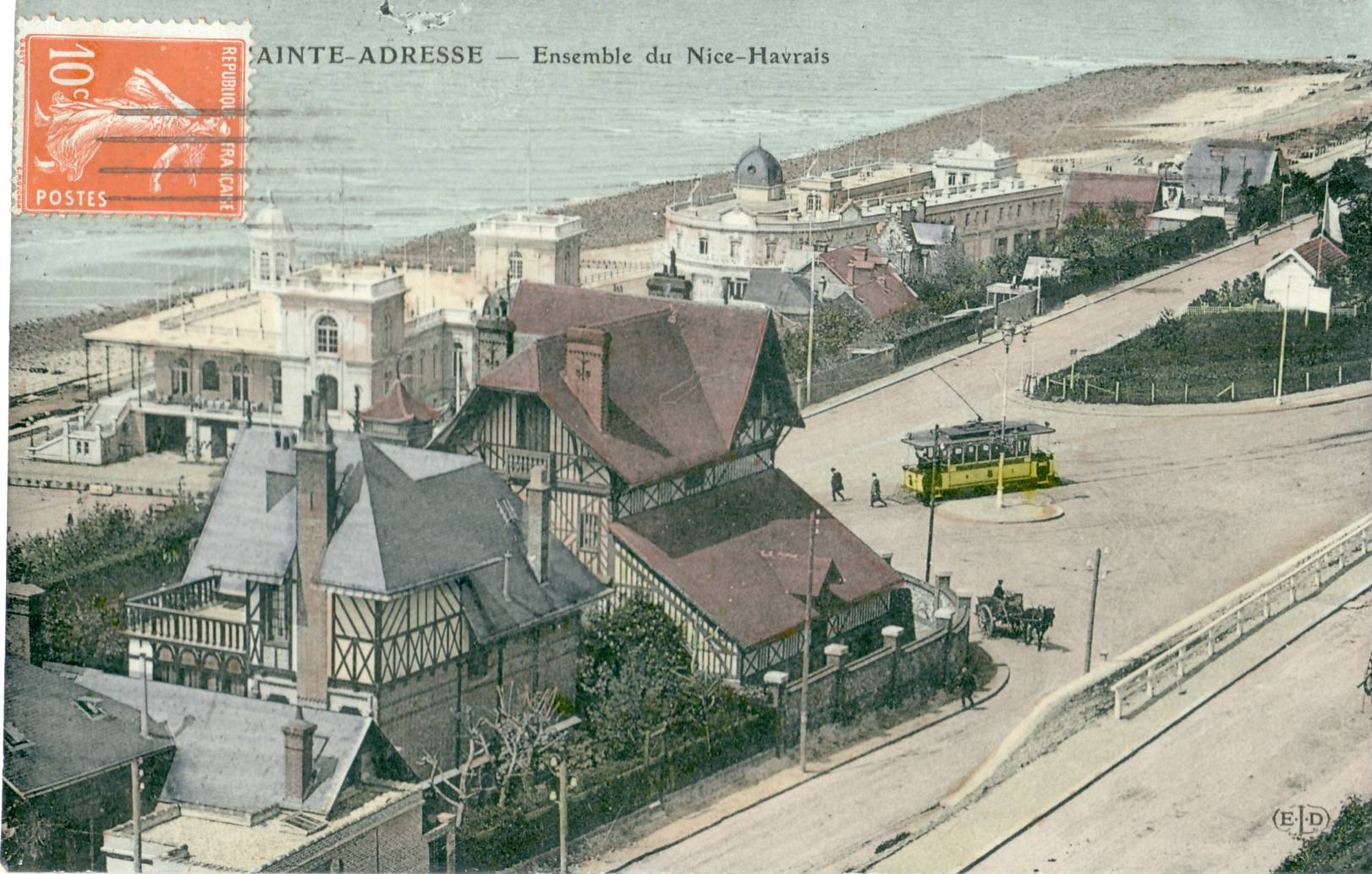
Alte Postkartenansicht von Sainte-Adresse
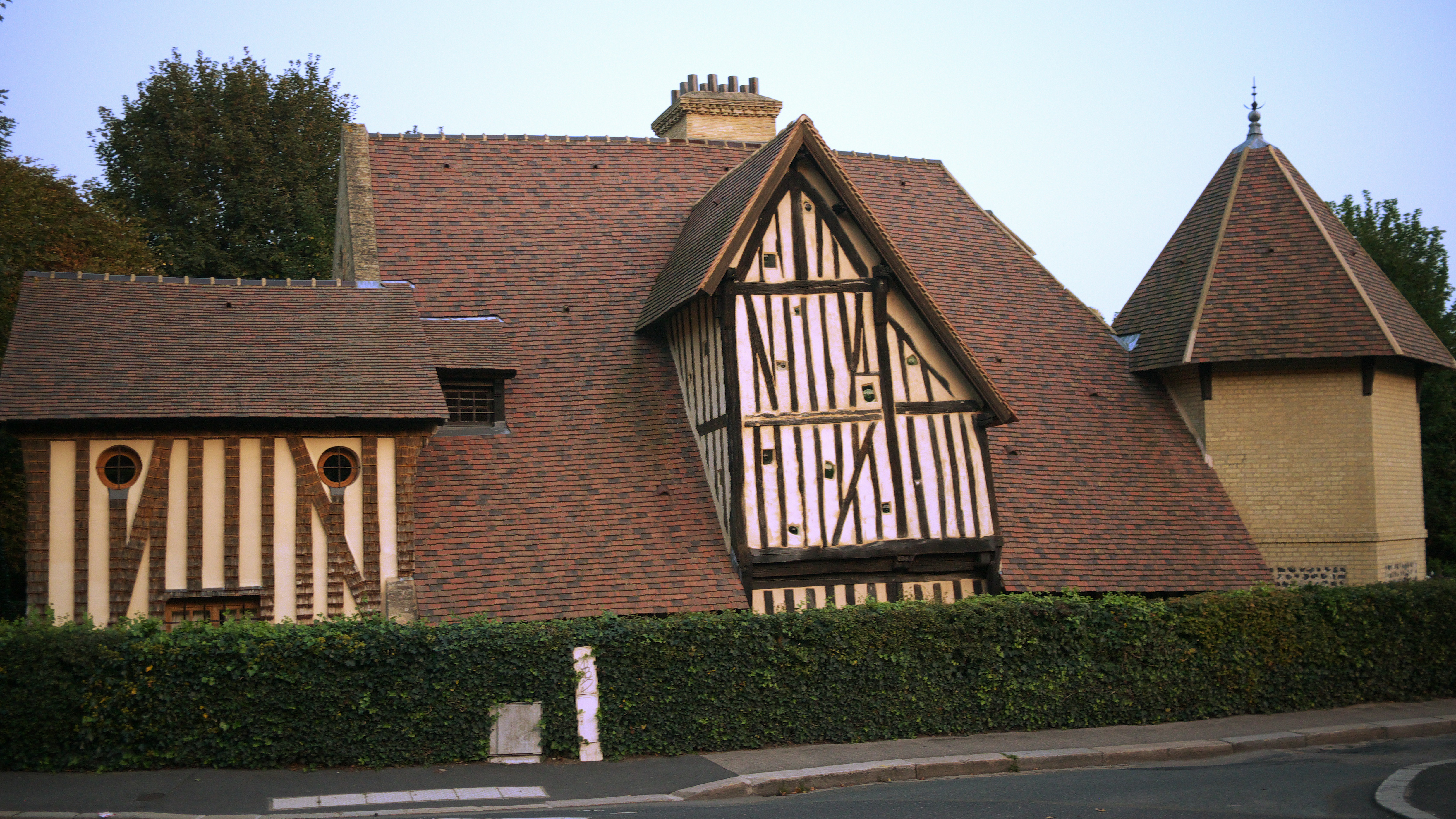
Manoir de Vitanval
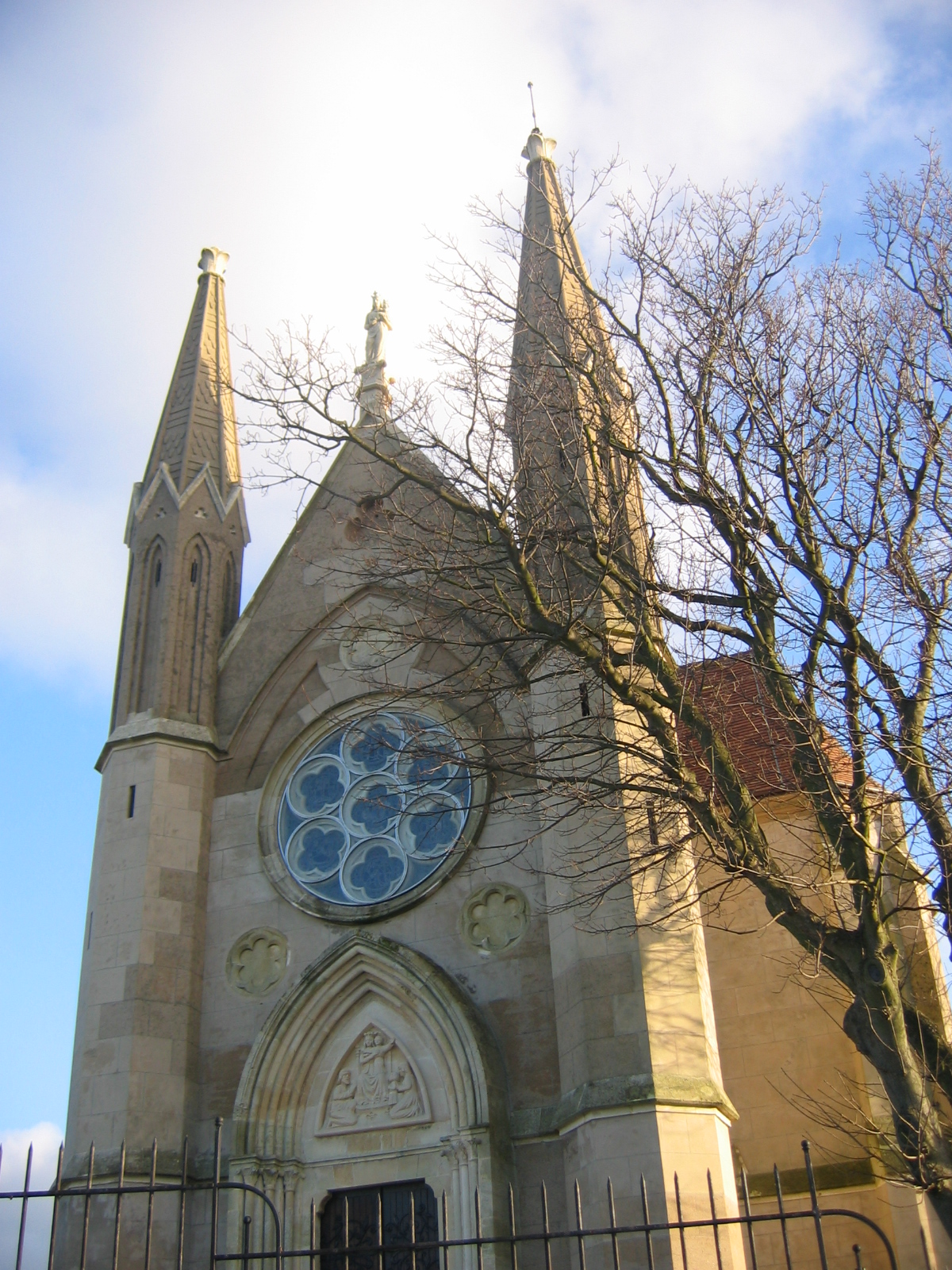
Chapelle Notre-Dame-des-Flots
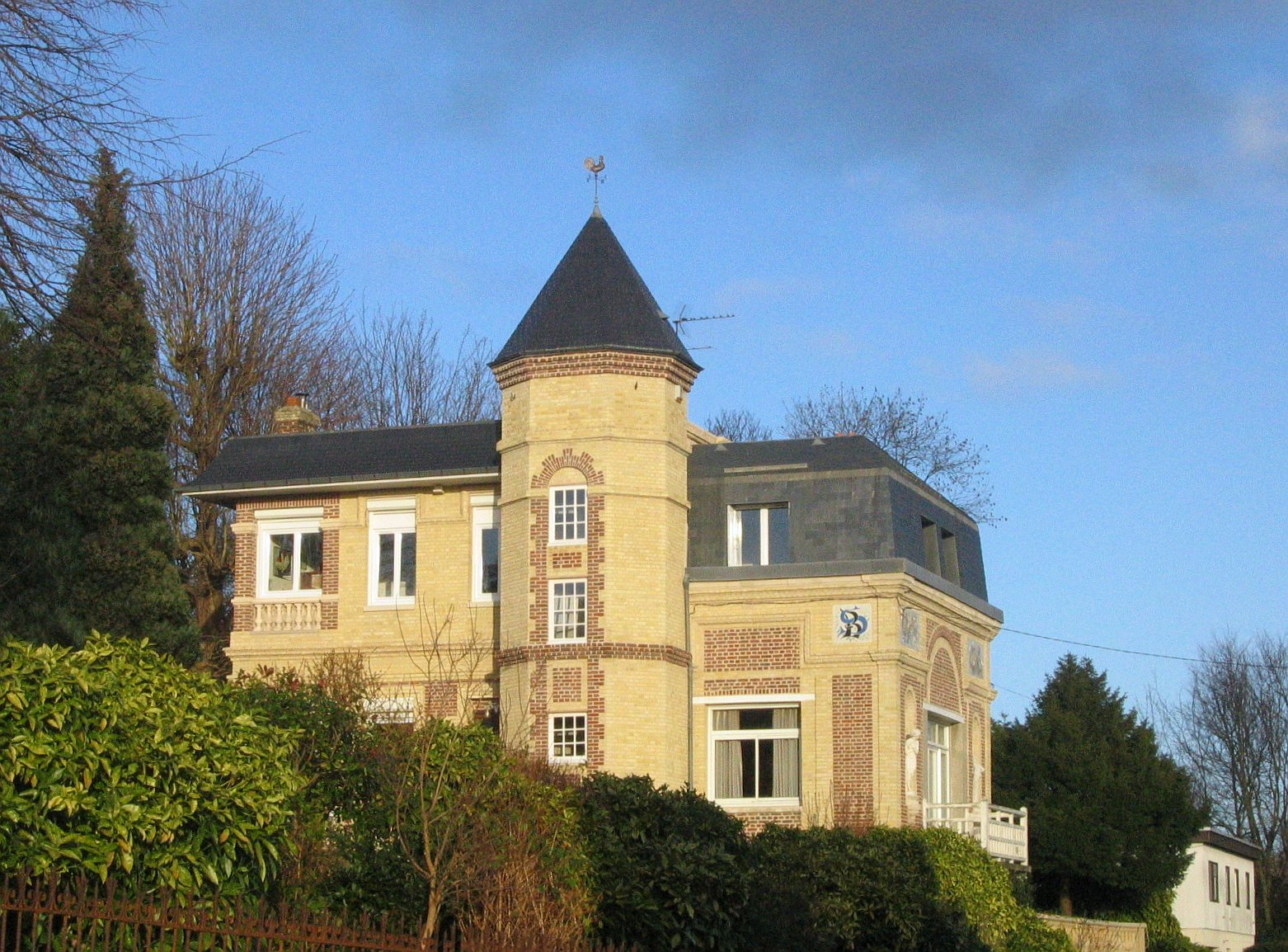
Villa Sarah Bernhardt
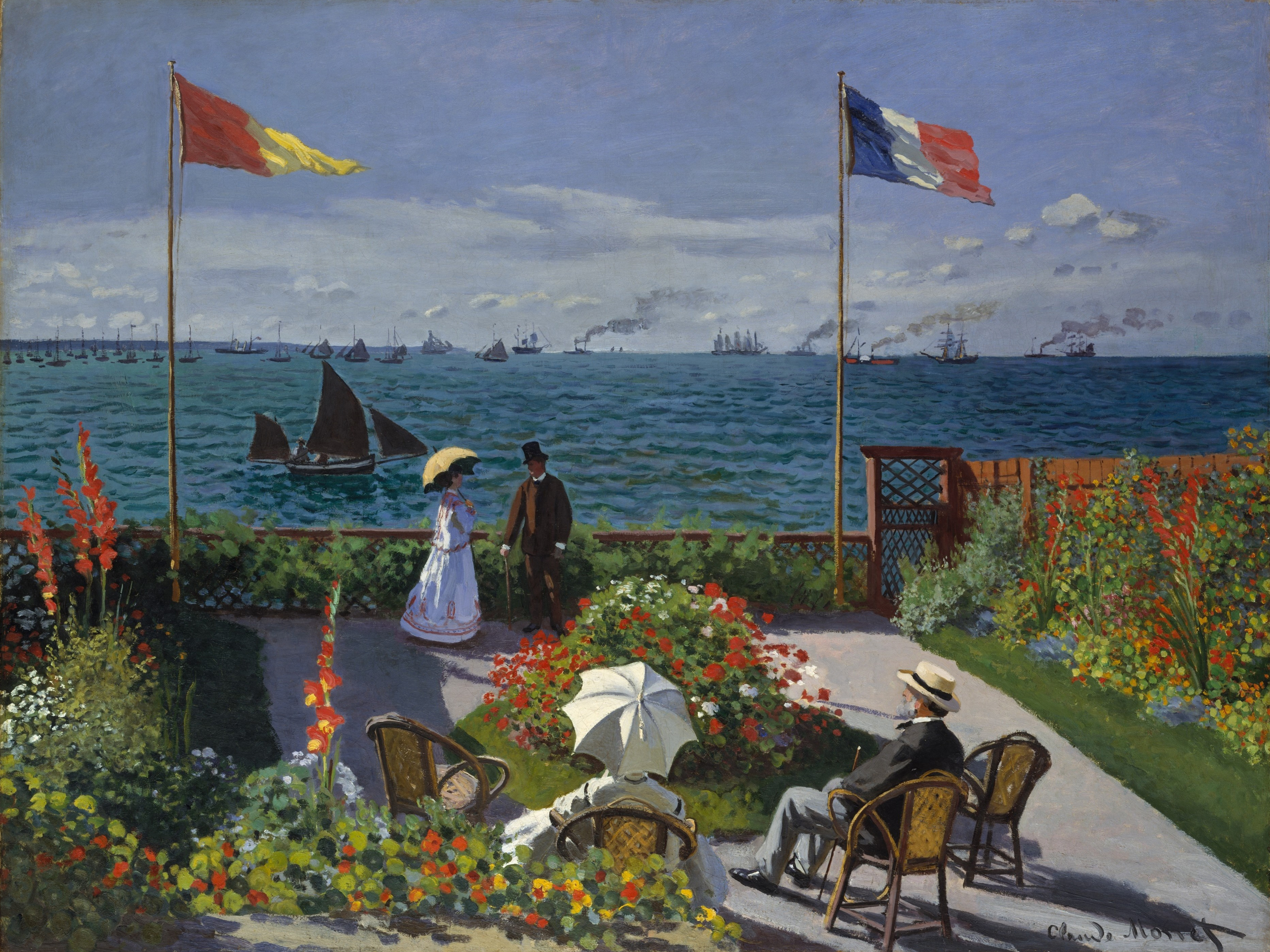
Claude Monet: Die Terrasse von Sainte-Adresse
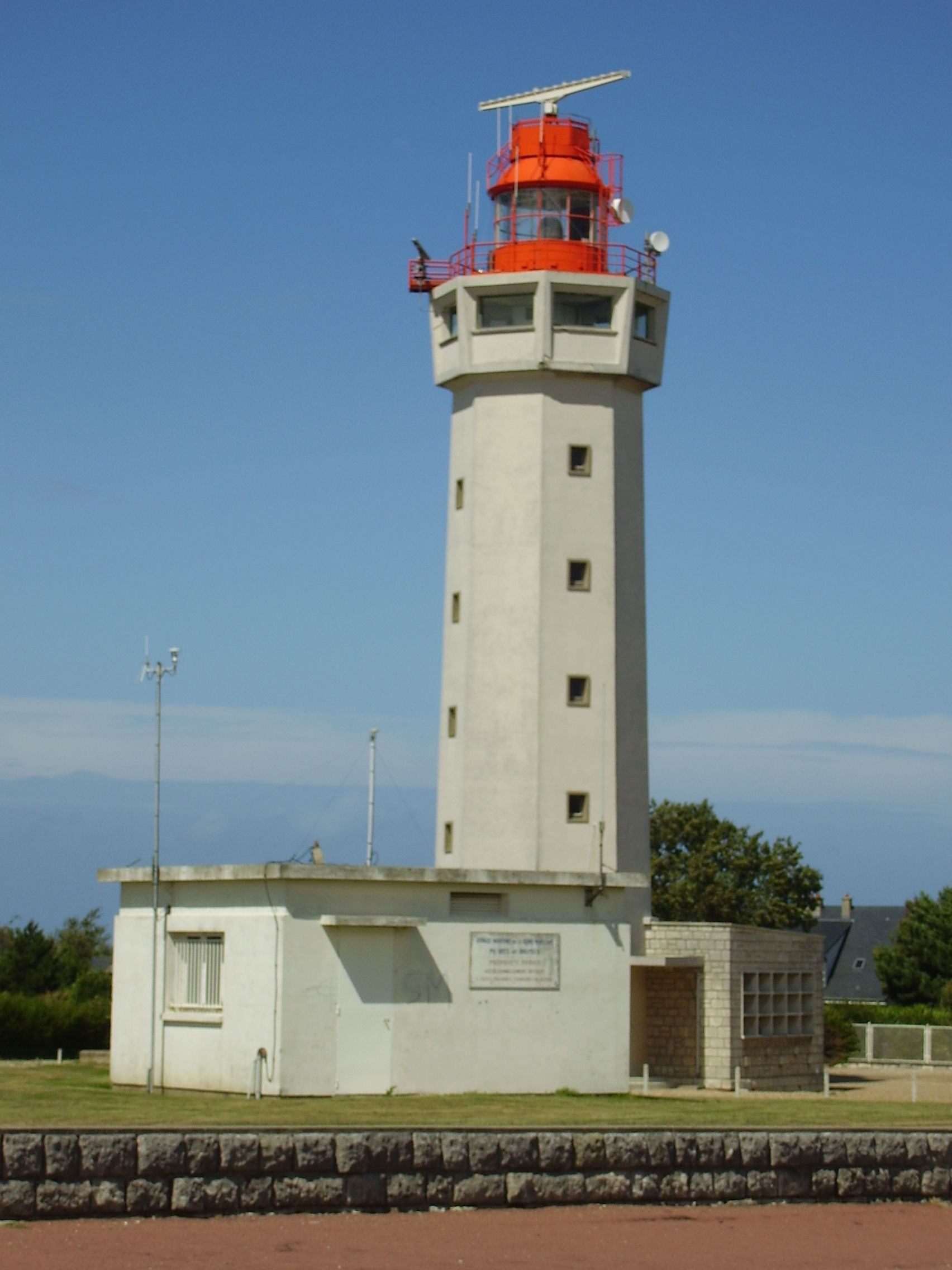
Leuchtturm „Phare de la Hève“